# Hubert Haensel

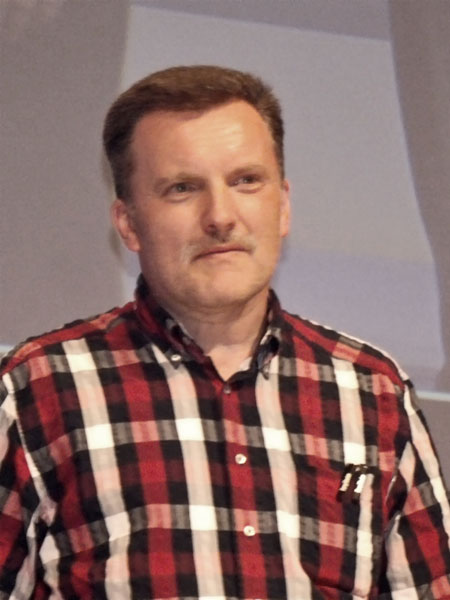
Autor Hubert Haensel auf dem Perry-Rhodan-Weltcon 2011 in Mannheim

Hubert Haensel (* 9. August 1952 in Waldershof) ist ein deutscher Science-Fiction-Autor und Bankkaufmann.
Seit 1979 schrieb er insgesamt 39 Romane für die Atlan-Heftserie, elf Perry-Rhodan-Taschenbücher sowie eine Vielzahl von Romanen für Horror-, Kriminal-, Fantasy- und Abenteuerserien. Als Exposé-Autor war er an der Bastei-Lübbe-Heftserie Die Abenteurer beteiligt. Seit 1995 gehört er als Stammautor zum Perry-Rhodan-Team.
Zu seinen zusätzlichen Aufgaben gehört die Koordination der fiktiven Risszeichnungen zur Serie, hierbei wird er von Georg Joergens unterstützt. Außerdem übernahm er als Nachfolger von Horst Hoffmann die Betreuung der Perry-Rhodan-Silberbände ab Band 81. Seit dem Perry-Rhodan-Heft 1824 war er auch für den Inhalt des Perry-Rhodan-Reports zuständig.

## Pseudonyme
- George McMahon
- Jan J. Moreno
- Hubert H. Simon
- Irving Simon

## Veröffentlichungen (Auswahl)
- Perry Rhodan. Kosmos-Chroniken 1. Reginald Bull. Pabel-Moewig, Rastatt 2000, ISBN 3-8118-2096-6.
- Perry Rhodan. Kosmos-Chroniken 2. Alaska Saedelaere. Pabel-Moewig, Rastatt 2002, ISBN 3-8118-7513-2.
- Perry Rhodan. Die Sterne voller Hass. Pabel-Moewig, Rastatt 2003, ISBN 3-8118-7519-1.